# Хамс

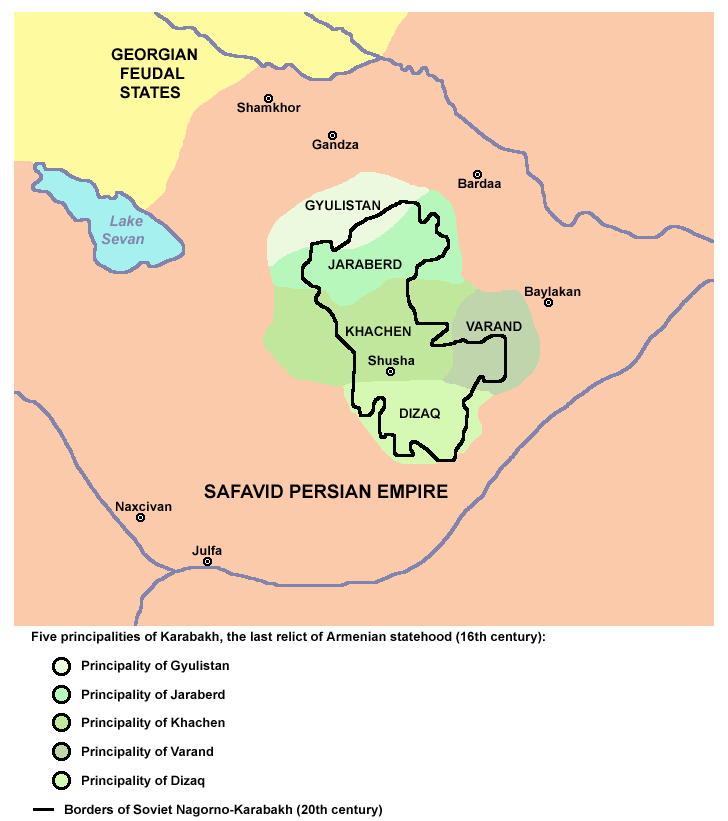
Пять армянских меликств Карабаха в XVI веке

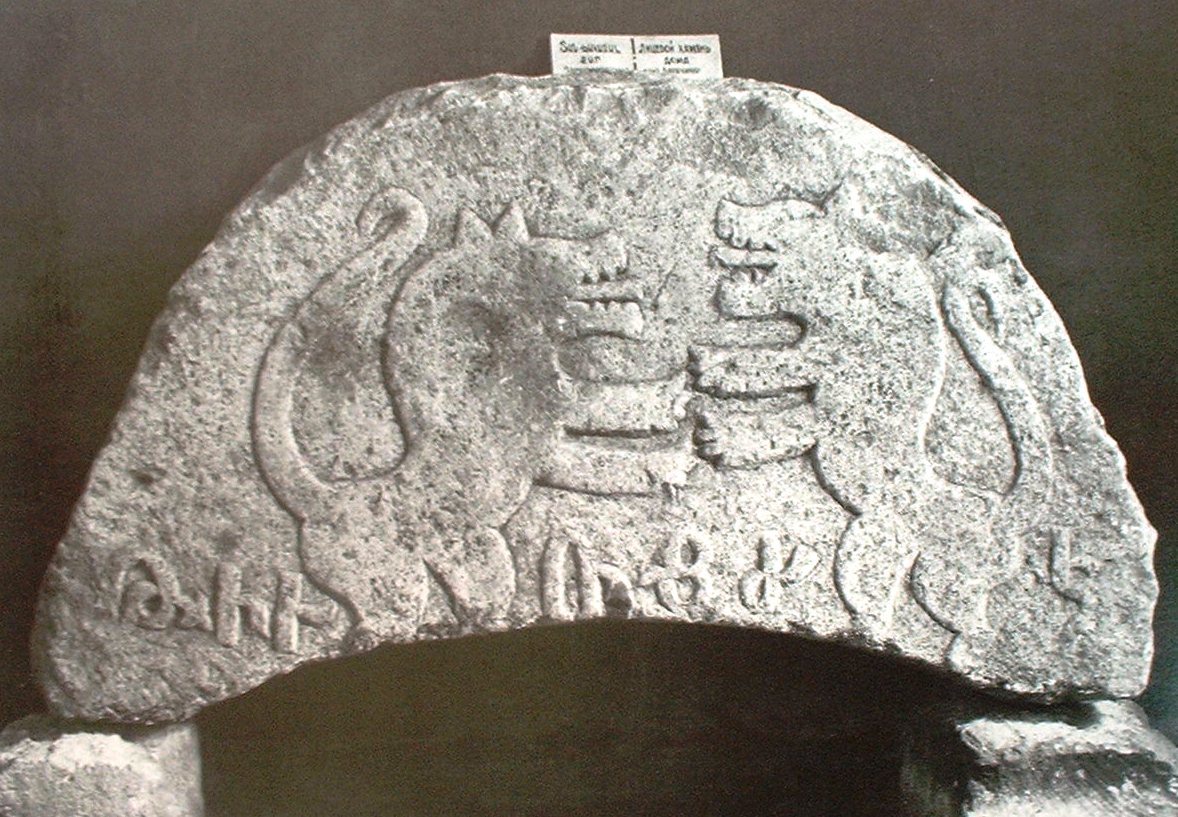
Герб Гюлистанского меликства

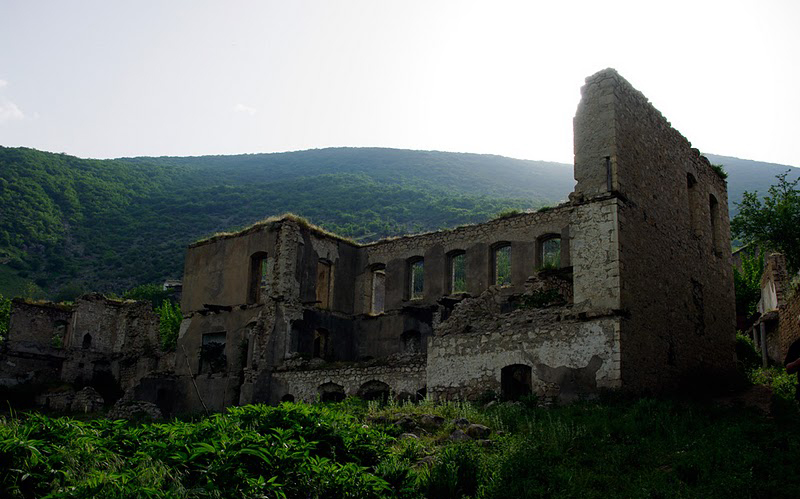
Руины княжеского дворца меликства Дизака в селе Туг

Хамс, также Хамса, Хамсэй-и Карабаг (от араб. خمسة‎ [хамса] — «пять», «пятерица») — в начале XVII — середине XVIII вв., пять армянских княжеств (меликств) на территории Нагорного Карабаха. В средние века меликства Карабаха стали последними остатками армянского национально-государственного устройства.

## Описание меликств
Армянский писатель XIX века Раффи в своей работе по истории Нагорного Карабаха «Меликства Хамсы» так описывал границы меликств:

1. Гюлистан, или Талыш, простирающийся от реки Кюрак-чай, то есть от границ Гандзака, до реки Тартар.
2. Джраберд, или Чараберд, простирающийся от реки Тартар до реки Хачен.
3. Хачен, простирающийся от одноимённой реки до реки Баллу-чай.
4. Варанда, простирающийся от этой реки до горной зоны Дизапайта.
5. Дизак, или Дузах, простирающийся от этих гор до реки Ерасх.

От великого армянского государства осталась после шаха Аббаса пред двумя веками самовластная провинция Карабаг. В ней ныне известные пять меликов.
1. Гюлистан (Талыш) располагался на территории современного Геранбойского района Азербайджана. На севере его границы достигали реки Кюрекчай, на которой находится современный Чайкенд, на западе — горы Муровдага, на востоке — окраин Муровдагского хребта, на юге граничил с меликством Джраберд. Гюлистаном правил род Мелик-Бегларянов  (также известных как Мелик-Абовяны). Согласно Мирзе Адигезаль-беку, автору работы по истории Карабаха «Карабаг-наме» (XIX век), предки правителей Гюлистана были выходцами из Ширвана, согласно же Раффи — удинами переселенцами из села Нидж.
2.  Джраберд располагался в бассейне реки Тертер. На юге границы меликства доходили до реки Хачен. Резиденция меликов находилась в одноименной крепости. Джрабердом правил род Мелик-Исраелянов потомков древнего рода сюникских князей Прошянов. Согласно Мирзе Адигезаль-беку и Раффи, этот род прибыл в Карабах из Сюника. Впоследствии власть в регионе отошла к Мирзаханянам и Атабекянам, последние были потомками древних князей Хаченского княжества, Гасан-Джалалянов.
3. Хачен, был самым большим из меликств, граничил с Джрабердом на севере, на западе его границы почти достигали озера Севан, на юге до реки Каркар (в прошлом известной как Мегри или Баллу). Здесь находились монастырь Гандзасар и территория современного города Ханкенди. Резиденция меликов находилась в замках Акана и Атерк. Хаченом правили Гасан-Джалаляны, этот род правил единым Хаченским княжеством ещё с XIII века, задолго до того, как княжество распалось на пять отдельных меликств. Согласно Раффи, Гасан-Джалаляны правили Хаченом до 1755 года после чего власть в меликстве перешла к Мирзаханянам, владетелям территории современного села Алмалы.
4. Варанда занимала небольшую территорию к югу от Хачена. Изначально была частью меликства Дизак, и только к началу XVI века стала отдельной единицей. Здесь находилась территория современного города Шуши. Варандой правил род Мелик-Шахназарянов, потомков древней княжеской династии Допян, правителей Верхнего Хачена с конца XII века. В начале XV века род Допянов распространил свою власть на Сотк (близ озера Севан). За помощь мелика Сотка, Шахназара I, в войнах с Османской империей и его лояльность персидскому двору, в 1606 году шах Аббас I утвердил младшего брата Шахназара I, Мирза-бека, меликом Варанды.
5. Дизак располагался к югу от Варанды, его границы простирались от гор Дизапайта до реки Акари на западе и до низменностей на востоке, южная граница проходила по реке Аракс. Резиденция меликства находилась в замке Тох. Дизаком правил род Мелик-Аванянов (также известных как Мелик-Еганяны), согласно Раффи и Мирзе Адигезаль-беку основатель династии, мелик Аван (Еган), был выходцем из Лори.

## Исторический очерк
До образования меликств Хамсы, в IX—XVII веках, на этой территории существовало армянское феодальное княжество Хачен. Последним сюзереном Хаченского княжества был Джалал IV из древнеармянского рода Гасан-Джалалян проживавший в конце XVI столетия.
Первые меликства в Нагорном Карабахе и Сюнике появились в середине XV века, в период правления Джаханшаха, правителя государства Кара-Коюнлу. Пытаясь укрепить пограничные регионы, Джаханшах признал права местных армянских правителей, вернул им привилегии, предоставил им автономию и даровал титул мелика (в переводе с арабского — царь). Этими мерами он рассчитывал, что в случае угрозы меликства возьмут в руки оружие от его имени.
Врагом, против которого Джаханшах пытался защитить свои владения, были Сефевиды, однако государство туркоманов Кара-Коюнлу пало под ударами другой туркоманской династии — Ак-Коюнлу; последние правили регионом всего 35 лет, прежде чем были вытеснены Сефевидами. После падения государства Ак-Коюнлу под ударами Сефевидов, новые правители Персии (против которых, возможно, были созданы меликства) подтвердили меликов в их власти и привилегиях. Вся Восточная Армения перешла под власть Персии, в составе которой она оставалась (кроме кратких османских вторжений) до завоевания Российской империей в начале XIX века.
В период борьбы между Персией и Османской Турцией в начале XVIII века армянские меликства Карабаха добились кратковременной независимости в 1722—1730 годах. Однако, несмотря на отважное сопротивление армян во главе с Давид-Беком, туркам в конце концов удалось на время занять регион, пока в 1735 году последние не были вытеснены персами под командованием генерала Надир-кули бека, будущего Надир-шаха (1736—1747).
В составе Персии до Надир-шаха меликства находились в подчинении у гянджинского беглербега (губернатора). Надир-шах, желая ослабить власть рода Зийяд-оглы, беглербегов Гянджи, отделяет от их владений земли пяти меликств и передаёт их под власть непосредственно своего брата, Ибрагим-хана, сипахсалара Азербайджана (историческая область к югу от реки Аракс), а в необходимых делах меликам было дано указание обращаться напрямую к самому Надир-шаху. После смерти Надир-шаха армянонаселенные меликства попали в вассальную зависимость от новообразованного Карабахского ханства.
П. Г. Бутков цитировал российский источник 1743 года:
Карабаг есть страна лежащая между левого берега Аракса и правого реки Куры, выше Муганского поля, в горах. Главнейшие обитатели её - Армяне, управляемые наследственно 5 своими меликами или природными князьями, по числу сигнагов или кантонов: 1, Чараперт, 2, Игермадар, 3, Дузах, 4, Варанд, 5, Хачен.
С 1750-х годов Панах-Али-хан из племени Бахманлы начал постепенно подчинить себе армянские меликства Хамсы. Как отмечает родовой историк Мирза Джамал Джеваншир, «Панах-хан задумал подчинить себе армянские магалы Хамсе». Армянский историк Симеон Ереванци называет его ханом области Хамсаи.
Комментируя эти события, царь Грузии Ираклий II писал в письме российской императрице Екатерине II от 14 июня 1769 года:
Хамс составляет владение и во оных сем воеводских правленей, народ весь армянского закона, в том владении находится армянской патриарх; когдаж персицкаго шаха не стало, то с их же стороны один человек, закону магометанскаго и от народа жаванширскаго, принял силу; среди того правления, Хамсы, состоит старинная крепость, которая им обманом взята, и многократно з жаванширами война с нашей стороны произходила, но Божиея помощию завсегда от нас побеждаемы были и раззорены, единственно оные жаванширы, а не армянскаго закона, а в нынешнее время по некоторым обстоятельствам со обеих сторон заключен мир. Армяне имеют большую крепость, места гористые, лесные, а притом поля плодовитые; жаванширскаго народу выступить на воину две тысячи пять сот человек, а армян четыре тысячи пять сот, и состоит посреде Ширвана, Нахчевана, Генжи и Карадаги, и армяне хамские к воинству весма храбры; а как в показанных семи частях воеводы между собоя несогласны, то по такому их не согласию жаваншарами под свою власть приведены
Армянские мелики Карабаха вели борьбу с карабахскими ханами вплоть до конца XVIII столетия. Там же возникла идея восстановления суверенного армянского государства. Как отмечает В. А. Шнирельман, в XVII—XVIII веках они составляли силу, с которой приходилось считаться их могущественным соседям.